# Talsperre Brohm
Die Talsperre Brohm ist eine Talsperre in Mecklenburg-Vorpommern im Landkreis Mecklenburgische Seenplatte nahe der Mittelstadt Neubrandenburg. Der von ihr aufgestaute Stausee nennt sich Brohmer Stausee und ist der nördlichste Stausee Deutschlands. 

## Lage und Namensdeutung
Talsperre Brohm und Brohmer Stausee befinden sich rund 24 Kilometer nordöstlich von Neubrandenburg am Nordwestrand der Brohmer Berge. Der Ort Brohm, der seit dem 13. Juni 2004 zu Friedland gehört, liegt zu beiden Seiten der Stausee-Ufer. Der Name Brohm bedeutet im Slawischen „Tor“, also das Tor zu den Brohmer Bergen.

## Talsperre Brohm
Die Talsperre Brohm, mit der der Golmer Mühlbach, ein Zufluss des Galenbecker Sees, zum Brohmer Stausee aufgestaut wird, ist ein etwa 500 Meter langer und 11 Meter hoher Staudamm aus Erd- und Gesteinsmaterial mit 15 Meter Höhe über seiner Gründung und 80.800 m³ Volumen. In der Mitte des Damms an der Wasserseite befindet sich ein kombiniertes Entnahme- und Entlastungsbauwerk zur Hochwasserentlastung. Von dort aus fließt das Wasser durch einen Stollen unter dem Damm hindurch bis in ein Tosbecken. 

## Brohmer Stausee
Der Brohmer Stausee ist ein 1.457 Meter langer Stausee, der bei Vollstau 1,11 Mio m³ Stauinhalt mit 33 Hektar Staufläche aufweist, wobei sein Stauziel bei 32,36 m ü. NN liegt. 

## Bauzeit und Geschichte

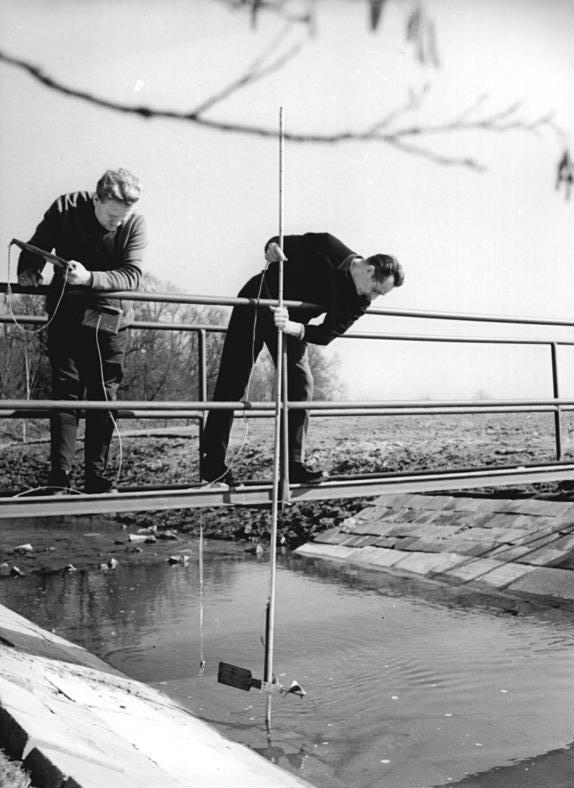
Messungen am Zulauf der Talsperre Brohm (1972)

Die Talsperre Brohm wurde von 4. Juni 1969 bis zum 30. Juni 1972 im Auftrag der Wasserwirtschaftsdirektion Küste-Warnow-Peene in Stralsund gebaut und am 1. Juli 1972 in Betrieb genommen. Von 1999 bis 2002 wurde sie rekonstruiert und modernisiert. Der Brohmer Stausee wurde ursprünglich für die Bewässerung von Feldern angelegt. Diese Nutzung ist 1991 entfallen. In Brohm feiert man jedes Jahr im Juni das traditionelle „Staufest“. 1997 wurde die Vorsperre zurückgebaut und eine Fischtreppe („Brohmer Wasserterrassen“) errichtet.

## Nutzung
Die Stauanlage des Brohmer Stausees wird vom „Staatlichen Amt für Landwirtschaft und Umwelt Mecklenburgische Seenplatte“ in Neubrandenburg betrieben. Die heutigen Nutzungen des Stausees sind:
- Aufhöhung des Golmer Mühlenbachs bei Niedrigwasser
- Zuschusswasser und Wasserverbesserung des Galenbecker Sees, dessen Naturschutzgebiet und das Moor Friedländer Große Wiese
- Hochwasserschutz
- Fischerei und Angeln
- Baden und Erholung
- Sauerstoffanreicherung im Winter

## Weblink
- Brohm